# Майкопська різанина
Майкопська різанина — масові страти, проведені 21-22 вересня 1918 року в Майкопі за наказом генерал-майора Віктора Покровського під час Другого Кубанського походу.

## Історія
Влітку 1917 року до Майкопу прибули більшовицькі агітатори — Щеглов, Чекан, брати Мешкови, Козлов, Чередниченко, Кудрявцев — І почали вести агітацію серед співчуваючих і колишніх фронтовиків. Вже в серпні 1917 року в місті була сформована більшовицька партійна організація, проте в листопаді кілька керівників були заарештовані.
Вранці 8 січня 1918 року у місті було піднято більшовицьке повстання і Майкоп перейшов до рук більшовиків. Влітку 1918 року було сформовано два червоногвардійські полки, які обороняли місто від частин генерал-майора Покровського та генерал-майора Геймана .

## Бої за Майкоп
Місто 10 вересня було без бою залишено червоними за наказом головкому І. Л. Сорокіна . Гарнізон, що складався з 1-го і 2-го майкопських революційних полків, відступив з артилерією на 20-25 км і зайняв позиції на Кужорських висотах. Майкоп був зайнятий частинами генерала Геймана, що вчинили, за словами в. т. Сухорукова, «жорстоку розправу з населенням міста»  .
12 вересня генерал Покровський, розбитий таманцями у Білореченській, викликав собі на допомогу загін Геймана, тим самим послабивши білий гарнізон Майкопа. Більшовики скористалися цим, і 18 вересня 1-й Майкопський полк Шрамкова, 2-й Татаркова та кавалерійський ескадрон Войцеховського, виступивши з Кужорських висот, раптовим ударом повернули собі місто. Дізнавшись про це, Покровський залишив для переслідування таманців, які пішли на з'єднання з Сорокіним, невеликий загін і повернув основні сили на Майкоп  .
19 вересня дивізія атакувала позиції червоних. Козаки обійшли супротивника з флангів та вдарили в тил Майкопським піхотним полкам. За твердженням Сухорукова, бій був завзятим і кровопролитним; розстрілявши боєприпаси, майкопці билися багнетами, але до кінця дня були оточені і здебільшого перебиті, лише 250 бійцям вдалося прорватися і піти на Лабу . 20 вересня Покровський вступив у місто  .

## Розправа
Масові страти, що відбувалися 21—22 вересня й у наступні дні, згадуються різними авторами, але докладних повідомлень про ці події досить мало.

Есер Н. Ст. Воронович, який командував чорноморськими зеленими повстанцями, наводить такі відомості:
Прибежавший в Сочи крестьянин села Измайловка Волченко рассказывал еще более кошмарные сцены, разыгравшиеся у него на глазах при занятии Майкопа отрядом генерала Покровского. Покровский приказал казнить всех не успевших бежать из Майкопа членов местного совета и остальных пленных. Для устрашения населения казнь была публичной. Сначала предполагалось повесить всех приговоренных к смерти, но потом оказалось, что виселиц не хватит. Тогда пировавшие всю ночь и изрядно подвыпившие казаки обратились к генералу с просьбой разрешить им рубить головы осужденным. Генерал разрешил. На базаре около виселиц, на которых болтались казненные уже большевики, поставили несколько деревянных плах, и охмелевшие от вина и крови казаки начали топорами и шашками рубить головы рабочим и красноармейцам. Очень немногих приканчивали сразу, большинство же казнимых после первого удара шашки вскакивали с зияющими ранами на голове, их снова валили на плаху и вторично принимались дорубливать…
Волченко, молодой 25-летний парень, стал совершенно седым от пережитого в Майкопе. Никто не сомневался в правдивости его рассказа, ибо сочинские обыватели едва сами не стали свидетелями таких же бессудных казней.— Воронович Н. В. Меж двух огней, с. 97
Цитований істориком І. С. Ратьковським  наказ генерала Покровського про стягнення контрибуції, який нібито став прелюдією до розправи, взятий з одного з літературних «етюдів» радянського письменника Артема Веселого, який збирався включити цю мініатюрну розповідь до нової редакції свого роману " Росія, кров'ю вмита ". Текст був вперше опублікований в 1988, через 50 років після передбачуваної дати загибелі його автора під тортурами в Лефортовській в'язниці :
Месть

Приказ № 2 городу Майкопу 8 сентября 1918 г.

За то, что население города Майкопа (Николаевская, Покровская и Троицкая слободки) стреляло по добровольческим войскам, налагаю на вышеупомянутые окраины города контрибуцию в размере одного миллиона рублей. Контрибуция должна быть выплачена в трехдневный срок.

В случае невыполнения моего требования вышеупомянутые слободки будут сожжены дотла.

Сбор контрибуции возлагаю на коменданта города есаула Раздерищина.

Начальник 1-й Кубанской казачьей дивизии генерал-майор Покровский.
У слобожан миллиона не оказалось.
Слободки запылали.
На тополях и телеграфных столбах ветер тихо раскачивал удавленников. Живые уходили в горы.
По ночам в небе играли зарева пожаров — по всей Кубани горели слободки и мужичьи села.— «Россия, кровью умытая» Артема Веселого, с. 140
Третім свідченням, яке також цитує Ратьковський , є текст невідомого походження, опублікований у кількох блогах та на сайтах загальнонової та розважальної тематики під назвою «Копія агентурного донесення до Особливого відділення контррозвідки Відділу Генерального штабу при Головнокомандувачі Збройних сил Півдня Росії. Листопад 1918» . У цьому тексті спростовуються твердження про те, що з околиць Майкопа проводився обстріл частин Геймана, що відступали, міститься цифра в 2500 жертв різанини, нібито озвучена самим Покровським на одному з бенкетів, і описуються масові та групові зґвалтування жінок козаками .

## Число жертв
Число жертв масових страт сильно варіюється в літературі. У найбільш ранньому джерелі, спогадах Є. І. Ковтюха, наводиться цифра у 800 осіб:
Заняв Майкоп и захватив в нем около 800 красноармейцев, белые пригнали их под конвоем к начальнику гарнизона, какому-то полковнику, который приказал вывести пленных за город и ждать распоряжения. Вскоре появился и полковник; он приказал конвою построить всех пленных в две шеренги, одна от другой на 20 шагов, лицом к лицу, а затем подал команду всем пленным стать на колени и наклонить головы вперед, а конвою — рубить «этим босякам головы», что конвой и исполнил. Трупы полковник приказал не убирать несколько дней — для острастки местному населению.— Ковтюх Е. И. «Железный поток» в военном изложении, с. 39, 41
Цифра в 2500 чоловік, заснована на тексті «агентурного донесення», наводиться в книзі Ратьковського та Ходякова «Історія Радянської Росії»  .
У радянській літературі найбільш поширеною була оцінка числа жертв у 4000 осіб: таку цифру, що з'явилася в 1930-ті роки, повідомляють Сухоруков  та член РВС Червоної Армії Чорномор'я І. Б. Шевцов . У сучасній історіографії її наводять адигейський історик Н. А. Почешхов та фахівець з історії революційного насильства Ст. П. Булдаков, дає у своїй характеристику Покровському:

В. Л. Покровский, которому в 1918 г. было двадцать восемь лет, одно время, казалось, отстаивал идею создания особой кубанской армии в соответствии с «конституцией края». Оказалось, что его стремление было связано с нежеланием подчиняться кому бы то ни было. Этой цели, вероятно, соответствовал демонстративно-устрашающий характер насилия — говорили, что в ночь на 4 октября по его приказу в Майкопе было расстреляно 4 тысячи рабочих, крестьян, красноармейцев (Почешхов Н. А. Гражданская война в Адыгее: Причины эскалации (1917—1929 гг.) — Майкоп, 1998. С. 102. Количество жертв в данном случае безусловно преувеличено — это делала вовсе не обязательно пропагандистская машина противника, а просто людская молва — прим.)— Булдаков В. П. Революция, насилие и архаизация массового насилия в Гражданской войне: провинциальная специфика, с. 7, 11
Найбільша цифра — 7000 осіб, розстріляних за два тижні, повідомляється на підставі невказаних радянських джерел у навчальному посібнику «Історія Кубані з найдавніших часів до кінця XX століття» із застереженням, що «наведені відомості не піддаються перевірці»  .
Після заняття міста Червоною армією в 1920 трупи страчених були виявлені і поховані в братській могилі , а жертвам розправи поставлено пам'ятник .